# 800 lb gorilla
800 lb gorilla est une expression surtout utilisée en anglais américain qui désigne une personne ou un organisme qui est si imposant ou si puissant qu'il peut poursuivre ses objectifs sans se préoccuper des besoins ou des désirs des autres, des conventions sociales, ou même de la loi. Elle part de l'idée qu'un gorille est si puissant qu'il peut pratiquement faire ce qu'il veut.

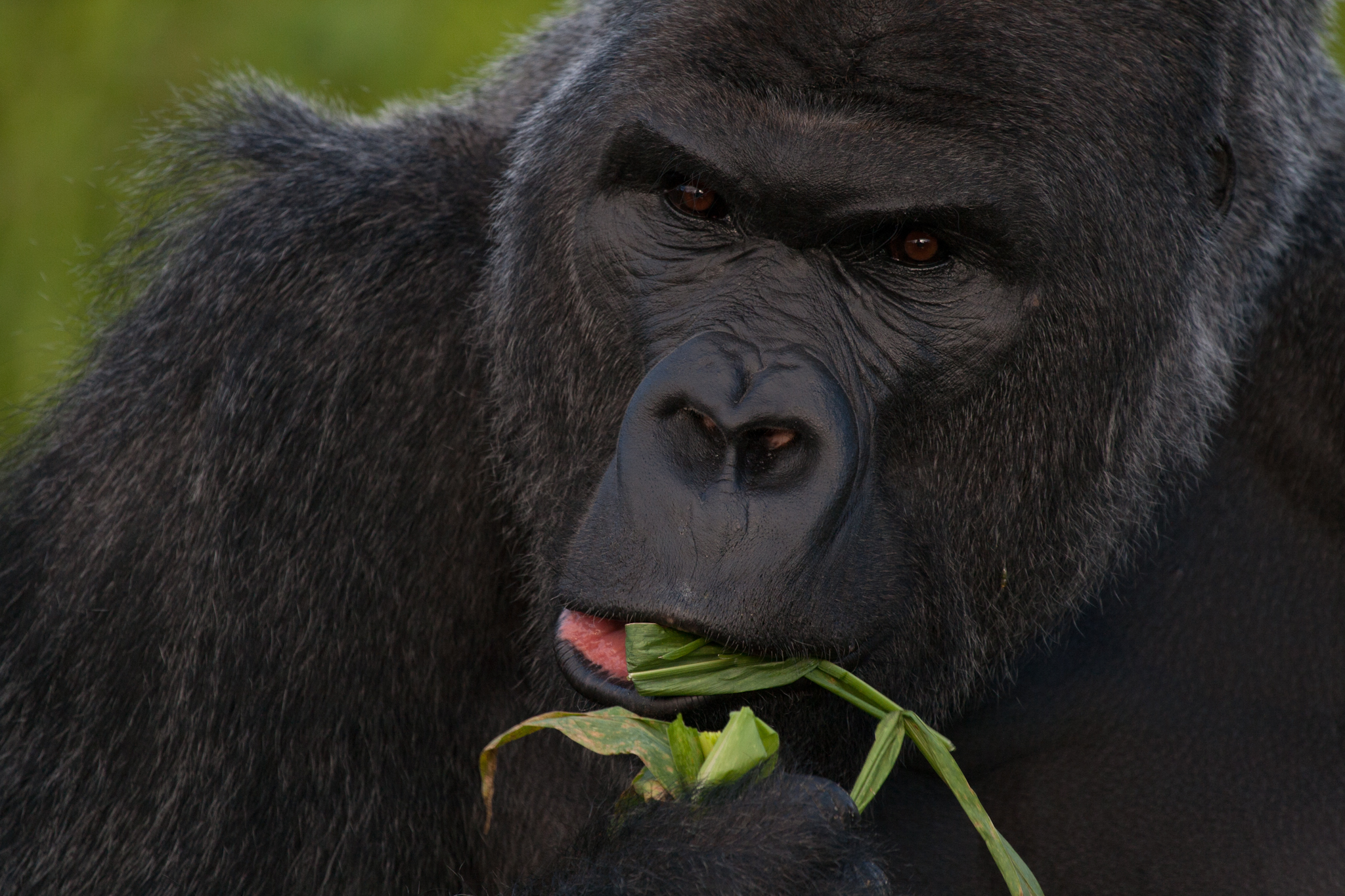
Les gorilles sont utilisés dans l'expression "gorille de 800 livres" pour leur caractère intimidant, semblable à une entité puissante.

Une ancienne énigme était ainsi formulée : « Where does an 800 lb. gorilla sleep ? » (« Où dort un gorille de 800 livres ? »). La réponse : « Où il veut. »